# حمية أوكيناوا

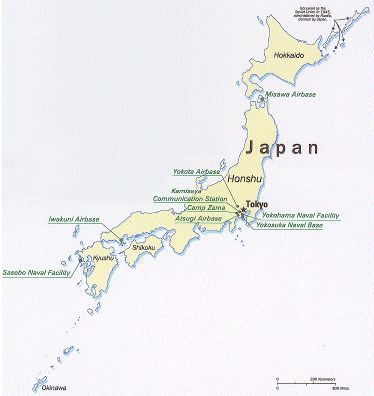

تصف حمية أوكيناوا عادات الأكل للسكان الأصليين لجزر ريوكيو (التي تنتمي إلى اليابان), والتي يعتقد أنها تسهم في طول العمر الاستثنائي. وهو أيضا اسم نظام غذائي لإنقاص الوزن على هذا الأساس.

## حمية غذائية لسكان الجزيرة الأصليين
الناس من جزر ريوكيو (التي تعتبر أوكيناوا أكبرها) لديهم أعلى  متوسط العمر المتوقع من بين سكان العالم، على الرغم من أن مرتبة متوسط العمر المتوقع للذكور بين المحافظات اليابانية قد انخفض في السنوات الأخيرة.
يحتوي النظام الغذائي التقليدي لسكان الجزيرة على 30 ٪ من الخضراوات الخضراء والصفراء. على الرغم من أن الحمية الغذائية اليابانية التقليدية عادةً تتضمن  كميات كبيرة من الأرز، يتكون النظام الغذائي التقليدي لأوكيناوا من كميات أقل من الأرز; بدلا من ذلك يكون الغذاء الرئيسي هو البطاطا الحلوة الأرجواني أوكيناوان.و يحتوي نظام اوكيناوان على 30 ٪ فقط من السكر و 15 ٪ من الحبوب من متوسط المدخول الغذائي الياباني.
يتضمن النظام الغذائي التقليدي أيضا كمية ضئيلة من الأسماك (أقل من نصف حصة يوميا) وأكثر في طريقة صلصة فول الصويا والبقوليات الأخرى (6 ٪ من إجمالي السعرات الحرارية المتناولة).يعتبر لحم الخنزير ذو قيمة غذائية عالية، ولكن تؤكل نادرا جدا. يؤكل كل جزء من الخنزير، بما في ذلك الأعضاء الداخلية.
من بين عينة من أوكيناوا حيث كان متوسط العمر المتوقع منذ الولادة لل 65 كان الأطول في اليابان، وعينة من محافظة أكيتا حيث كان متوسط العمر المتوقع أقصر بكثير، كانت مأخذ الكالسيوم والحديد والفيتامينات أ، ب1، ب2، وج، وكانت نسبة الطاقة من البروتينات والدهون أعلى بكثير في أوكيناوا منها في اكيتا. على العكس، كان مدخول الكربوهيدرات والملح أقل في أوكيناوا منه في اكيتا.
كمية استهلاك لحم الخنزير للشخص الواحد في السنة في أوكيناوا أكبر من متوسط المعدل الوطني الياباني. على سبيل المثال، كانت كمية استهلاك لحم الخنزير للشخص الواحد في السنة في أوكيناوا في عام 1979 هي 7.9 كغم (17 رطل) والتي تجاوزت حوالي 50٪ من المعدل الوطني الياباني. تعتبر أقدام وآذان وبطن الخنازير مواد غذائية صحية يومية.
يظهر المدخول الغذائي من أوكيناوان مقارنة مع اليابانية الأخرى حوالي عام 1950 أن أوكيناوان استهلكت: أقل مجموع السعرات الحرارية (1785 مقابل 2068)، الدهون غير المشبعة أقل (4.8٪ من السعرات الحرارية مقابل 8٪)، الأرز أقل (154 غرام مقابل 328 غرام)، أقل بكثير من القمح والشعير والحبوب الأخرى (38غرام مقابل 153غرام)، والسكريات أقل (3غرام مقابل 8غرام)، مزيد من البقوليات (71 غرام مقابل 55 غرام)، أقل بكثير من الأسماك (15غرام مقابل 62 غرام)، أقل بكثير من اللحوم والدواجن (3 غرام مقابل 11 غرام)، وأقل بيض (1 غرام مقابل 7 غرام)، وأقل الألبان (أقل من1 جرام مقابل 8 جرام)، أكثر بكثير من البطاطس الحلوة (849 غرام مقابل 66 غرام)، وأقل من البطاطا الأخرى (2 غرام مقابل 47 غرام)، وأقل فاكهة (أقل من 1 غرام مقابل 44 غرام)، ولا مخلل خضار (0 غرام مقابل 42 غرام). باختصار، أوكيناوان حوالي عام 1950 أكلت بطاطا حلوة مقابل 849 جرامًا من 1262 جرامًا من الأغذية التي استهلكتها، والتي شكلت 69٪ من إجمالي السعرات الحرارية.
```
يبلغ عمر حمية أوكيناوا قرابة ال 100 سنة، وعادةً ما كان لديها نظام غذائي متوسّط بشكل منتظم حول سعر حراري واحد لكل غرام من الطعام ولديه 
مؤشر كتلة الجسم
 20.4 في مرحلة البلوغ المبكر وفي منتصف العمر.
[
6
]
```

بالإضافة إلى ارتفاع متوسط العمر المتوقع، لاحظ سكان الجزر انخفاض معدل الوفيات بسبب أمراض القلب والأوعية الدموية وأنواع معينة من السرطان. قارن ويلكوكس (2007) معدل الوفيات المعدلة حسب العمر من أوكيناوان مقابل الأمريكيين ووجد أنه خلال عام 1995، كان متوسط أوكيناوان أقل عرضة للوفاة 8 مرات من مرض القلب التاجي، 7 مرات أقل عرضة للوفاة من سرطان البروستاتا، و 6.5 مرات أقل احتمالا يموتون من سرطان الثدي، و 2.5 مرة أقل عرضة للوفاة من سرطان القولون من الأمريكي العادي في نفس العمر.
كان يمارس النظام الغذائي التقليدي لأوكيناوا كما هو موصوف أعلاه على نطاق واسع في الجزر حتى حوالي الستينات. ومنذ ذلك الحين، تحولت الممارسات الغذائية نحو أنماط غربية ويابانية، حيث ارتفع تناول الدهون من حوالي 6٪ إلى 27٪ من إجمالي السعرات الحرارية، وحل محل البطاطا الحلوة مع الأرز والخبز. كما تزامن هذا الاتجاه المتحول مع انخفاض طول العمر، حيث يبلغ متوسط العمر المتوقع لأوكيناوان الآن أقل من المتوسط الياباني.

## النظام الغذائي لتخفيف الوزن
يتكون النظام الغذائي من كمية عالية نسبيا من الطاقة، ويحتوي على أطعمة مماثلة لنظام غذائي أوكيناوان التقليدية. التركيز الرئيسي للنظام الغذائي يتكون من معرفة كثافة الطاقة الغذائية لكل عنصر غذائي.
يقسم أنصار هذا النظام الغذائي إلى أربع فئات على أساس كثافة السعرات الحرارية. الأطعمة «وزن الريشة»، أقل من أو تساوي 0.8 سعرة حرارية لكل غرام (3.3 كيلوجول / غرام) والتي يمكن للمرء أن يأكل بحرية دون قلق كبير، الأطعمة «خفيفة الوزن» بكثافة السعرات الحرارية من 0.8 إلى 1.5 سعر حراري لكل غرام، ويجب على المرء أن يأكل باعتدال، الأطعمة «متوسطة الوزن» ذات الكثافة الحرارية من 1.5 إلى 3 سعرات حرارية لكل جرام، والتي يجب على المرء أن يأكلها فقط أثناء مراقبة حجم الجزء بدقة وأطعمة «الوزن الثقيل» من 3 إلى 9 سعرات حرارية لكل جرام والتي يجب أن يأكلها المرء فقط بزهد (بشح).